# NGC 3095
NGC 3095 је спирална галаксија у сазвежђу Шмрк (Пумпа) која се налази на NGC листи објеката дубоког неба.
Деклинација објекта је - 31° 33' 12" а ректасцензија 10h 0m 5,7s. Привидна величина (магнитуда) објекта NGC 3095 износи 11,6 а фотографска магнитуда 12,3. Налази се на удаљености од 33,397 милиона парсека од Сунца. NGC 3095 је још познат и под ознакама ESO 435-26, MCG -5-24-16, UGCA 192, AM 0957-311, IRAS 09578-3118, PGC 28919.